# Claude Esil
Claude Esil, née Claire Marcelle Monet le 29 août 1885 à Nancy et morte le 28 août 1986 à Paris, est une écrivaine et historienne française.

## Biographie
Claire Françoise Marcelle Monet est née le 29 août 1885 à Nancy, rue Baron-Louis, fille de Nicolas Adolphe Monet, Ingénieur des Ponts et chaussées, et de Catherine Bertin. Après des études primaires et secondaires dans différents établissements, au fil des affectations de son père, elle réside successivement à Nancy, Châlons-en-Champagne, Versailles puis Paris. 
À l'instigation de ses parents, elle reçoit une éducation qui lui permet de jouer du piano et de pratiquer la peinture. Elle ne pourra ni passer son baccalauréat, ni entrer à l'université pour y poursuivre des études supérieures et les poursuivra en autodidacte, apprenant plusieurs langues et se forgeant une culture historique. Elle épouse Claude Amédée Vaucheret en 1912 et ils auront six enfants, dont l'ainé, Claude, sera 1er Prix du concours général avant de mener de pair une double carrière d'ingénieur et de peintre ; il mourra accidentellement en 1958 à 45 ans, après avoir illustré le roman Une jeune française sous la Terreur. Un autre de ses fils, Bernard, sera l'illustrateur de L'Hécatombe à Diane. Son troisième fils, Étienne sera le coordinateur de l'édition des œuvres de Brantôme dans la collection de la Pléiade. 
Très marquée par la fibre républicaine et laïque de sa famille et en particulier de son père, elle la traduira dans sa passion pour l'histoire de France qui sert de cadre à tous ses romans et son activité d'historienne. 
Mariée avec Claude Amédée Vaucheret le 26 juin 1912 à Versailles (Seine-et-Oise), elle meurt le 28 août 1986 dans le 15e arrondissement de Paris, la veille de son 101e anniversaire.
Elle recevra deux Prix de l'Académie Française en 1952 et 1956.

## Publications
- Bouclez le prince ! Éditions  Firmin-Didot et Cie, Paris, 1936
- Trois perroquets des îles, coll. « Collection pour tous », Éditions Mame, Tours, 1938
- Une jeune française sous la Terreur, illustrations : Claude Vaucheret, jaquette : Georges Braun, coll. « Les loisirs de la jeunesse », Éditions Gedalge, Paris, 1945; réédition : jaquette : Mixi-Bérel, 1954
  - Nouveau titre :Citoyenne Marie-Josèphe, illustrations : Raphaël Marmotin, coll. « Mousquetaires », Éditions Magnard, Paris, 1961; réédition : illustrations : Patrick Philippon, coll. « Fantasia rouge », no 46, 1979
- L'Hécatombe à Diane, roman du temps des troubles (1570), illustrations : Bernard Vaucheret, coll. « Les loisirs de la jeunesse », Éditions Gedalge, Paris, 1946
- Ma résolue, Louyse Bourgeois, la sage-femme de Marie de Médicis (1563-1636), dans L'Orientation médicale, Éditions S.l.n.d., revue des laboratoires Lobica, p. 25 à 29, 1951
- Le pionnier de la grand’route, illustrations : André Hofer, coll. « Les loisirs de la jeunesse », Éditions Gedalge, Paris, 1951
  - Nouveau titre : Le maître des diligences illustrations : André Hofer, coll. « Les loisirs de la jeunesse », Éditions Gedalge, Paris, 1958; réédition : coll. « La comète », s.d. (vers 1960)
- À toute vapeur, Denis Papin, l'inventeur malchanceux (1647-1716), illustrations : Christian Fontugne, Édition Gedalge, Paris, 1955
- Vole !!! bel oiseau bleu, Éditions S.F.I.L., Poitiers, 1962
- L'Abandonné de l'Ile-aux-Vaches, illustrations : Bernard Joatton, coll. « Fantasia », Éditions Magnard, Paris, 1968

## Récompenses
- 1952 : Prix Lafontaine de l'Académie française pour Le pionnier de la grand’route
- 1956 : Prix Hélène-Porgès de l'Académie française pour À toute vapeur, Denis Papin